# منصور بن عراق
أَبُو نَصْرْ مَنْصُورْ بْنْ عَلِي بْنْ عِرَاقْ (بالفارسية: بونصر منصور)، المشهور بِابْنِ عِرَاق، كان من أهل خوارزم، من علماء المسلمين المختصين في الرياضيات والفلك، جاءت شهرته من كونه الذي أحدث حساب المثلثات.

## ولادته ونشأته
ولد أبو النصر بمدينة كيات عاصمة خوارزم عام (349هـ - 960م)، وولد لعائلة حاكمة حيث كان أميراً، فقد ذكرت كتب التراجم أنه كان مولى «أمير المؤمنين» القادر بالله، وكان معلماً للبيروني وكما كان زميلاً له، وقدم البيروني إلى غزنة سنة 408 هـ. قام كلاهما معاً بالعديد من الاكتشافات في علم الرياضيات وقاما بإهداء العديد من أعمالهما لبعضهما البعض.
منصور بن عراق، هو أبو نصر منصور من مواليد غيلان المذكورة في كتاب «مناطق العالم»، وهو كتاب جغرافي فارسي من عام 982م. كانت عائلته «بنو عراق» حكام خوارزم المنطقة المتاخمة لبحر آرال، وفي هذه المنطقة درس أبو نصر منصور وأصبح تلميذاً لأبي الوفا. كان منصور بن عراق لايزال قيد دراسته عندما بدأ علاقته مع البيروني لأول مرة في عام 990م، وبدأ معه تعاوناً مهماً استمر لعدة سنوات.
كانت نهاية القرن العاشر وبداية القرن الحادي عشر فترة اضطرابات كبيرة في العالم الإسلامي، حيث بدأت حروب أهلية في المنطقة التي يعيش بها منصور بن عراق. كانت خوارزم في هذا الوقت جزءاً من الإمبراطورية السامانية التي حكمت من بخارى. وكانت الولايات الأخرى في المنطقة هي ولاية زياريان وعاصمتها جرجان على بحر قزوين. أما إلى الغرب، حكمت أسرة بويه المنطقة الواقعة بين بحر قزوين والخليج العربي، وكذلك أعلى بلاد ما بين النهرين. كما كان نفوذ المملكة الغزناوية وعاصمتهم غزنة في أفغانستان في تزايد مستمر.
في عام 995م، تمت الإطاحة ببنو عراق الذين كان منصور بن عراق أميراً لهم. على الرغم من أن ما حدث لمنصور بن عراق في هذه الفترة غير معروف، إلا أنه من المؤكد أن تلميذه البيروني فرّ هارباً عند اندلاع الحرب الأهلية؛ بعد ذلك بفترة قصيرة، عمل منصور بن عراق في بلاط علي بن مأمون وبقي في البلاط حتى بعد استلام شقيقة أبو العباس المأمون للحكم.
كان كل من علي بن مأمون وأبو العباس المأمون من رعاة العلوم، ودعموا عدداً من كبار العلماء في بلاطهم. لم يعمل منصور بن عراق وحده في البلاط بل عمل البيروني أيضاً في البلاط، مما جدّد التعاون بينه وبين أستاذه. لكن الحروب في المنطقة كانت تعطل العمل العلمي لمنصور بن عراق مما دفعه إلى مغادرة المنطقة مع البيروني في عام 1017.
عمل منصور بن عراق في العديد من المجالات نتيجة طلب البيروني لذلك، ومن المعروف أنه كتب ما يقارب 25 عملاً. من الممكن أن تتضمن هذه القائمة المؤلفة من 25 كتاباً اسماً للمصنفات التي ظهرت بعناوين مختلفة لأعمال البيروني أو منصور بن عراق. لم ينجو إلا 17 عملاً من بين هذه الأعمال، وأظهرت هذه الأعمال أن منصور بن عراق كان عالم فلك وعالم رياضيات متمكناً للغاية. تم نشر معظم أعماله في مجال علم الفلك وتمت ترجمتها إلى لغة أوروبية واحدة على الأقل، مما يدل على أهمية هذه الأعمال.
تم تخصيص العديد من أعمال منصور بن عراق لطالبه البيروني. في الواقع، بقول البيروني نفسه أن 12 عملاً من أعمال منصور بن عراق مكرسة له (على الرغم من أن بعض المؤرخين فسروا كلمات البيروني على أنها تعني أنه كتب الأعمال بنفسه، لكن يبدو أن هذا التفسير غير مرجح للغاية). أول عمل من نوعه كرسه منصور بن عراق للبيروني كان نحو عام 997، بعد فترة وجيزة من تعطيل الحرب الأهلية لأعمالهما. يقتبس البيروني في كتاباته الخاصة من أعمال منصور بن عراق التي يقول أنها كتبت بناءً على طلبه. بالتأكيد يبدو أن كلا الرجلين حريصان على منح رصيد كامل لمساهمات الطرف الآخر.
من إنجازات منصور بن عراق الرئيسية، تعليقه على «سفيريكا مينلاوس»، ودوره في تطوير علم المثلثات من حسابات بطليموس كالوتر وتطويره للدوال المثلثية المستخدمة اليوم، بالإضافة إلى تطويره لمجموعة من الجداول التي توفر حلولاً رقمية سهلة للمشاكل النموذجية في علم الفلك الكروي.
تعد إعادة صياغة منصور لسفيريكا مينلاوس مهمة بشكل خاص لأن الأصل اليوناني الخاص بمينلاوس كان مفقوداً، على الرغم من وجود العديد من الإصدارات العربية. شكل عمل مينلاوس أساساً لحلول بطليموس العددية لمشاكل الفلك الكروي المجسطي. يتكون العمل من ثلاثة كتب: يدرس الكتاب الأول خصائص المثلثات الكروية، بينما يبحث الكتاب الثاني في خصائص أنظمة الدوائر المتوازية لكرة ما عندما تتقاطع مع دوائر أكبر، بينما يقدم الكتاب الثالث دليلاً على نظرية مينلاوس.
في عمله في علم المثلثات، اكتشف منصور بن عراق قانون الجيب:
a/sin A = b/sin B = c/sin C.
قد يكون أبو الوفا هو من اكتشف هذا القانون أولاً ومن ثم تعلمه منصور بن عراق منه. ولكن من المؤكد صعوبة تحديد صاحب هذا القانون الحقيقي. يعتبر الخجندي ثالث شخص ينسب إليه هذا القانون، ولكنه الأقل احتمالاً، حيث يقول شامسو:
«....... كان بالأساس فلكياً علمياً، غير مهتم بالمشاكل النظرية».
تتم مناقشة مزاعم الخجندي باكتشافه لقانون الجيب في سيرته الذاتية.
من بين الأعمال الأخرى التي قام بها منصور بن عراق حول المواضيع الفلكية، 4 أعمال حول بناء وتطبيق الأسطرلاب. يظهر دليل اكتشافه لقانون الجيب عدة مرات في أعماله، على سبيل المثال في مجسطية الشاه وكتاب السمت وأطروحته حول تحديد الأقواس الكروية والأطروحة التي تمت الإجابة فيها على بعض الأسئلة الهندسية الموجهة إليه. تم توجيه الأسئلة المشار إليها في عنوان هذا العمل الأخير إليه من قبل البيروني.

## أهم أعماله

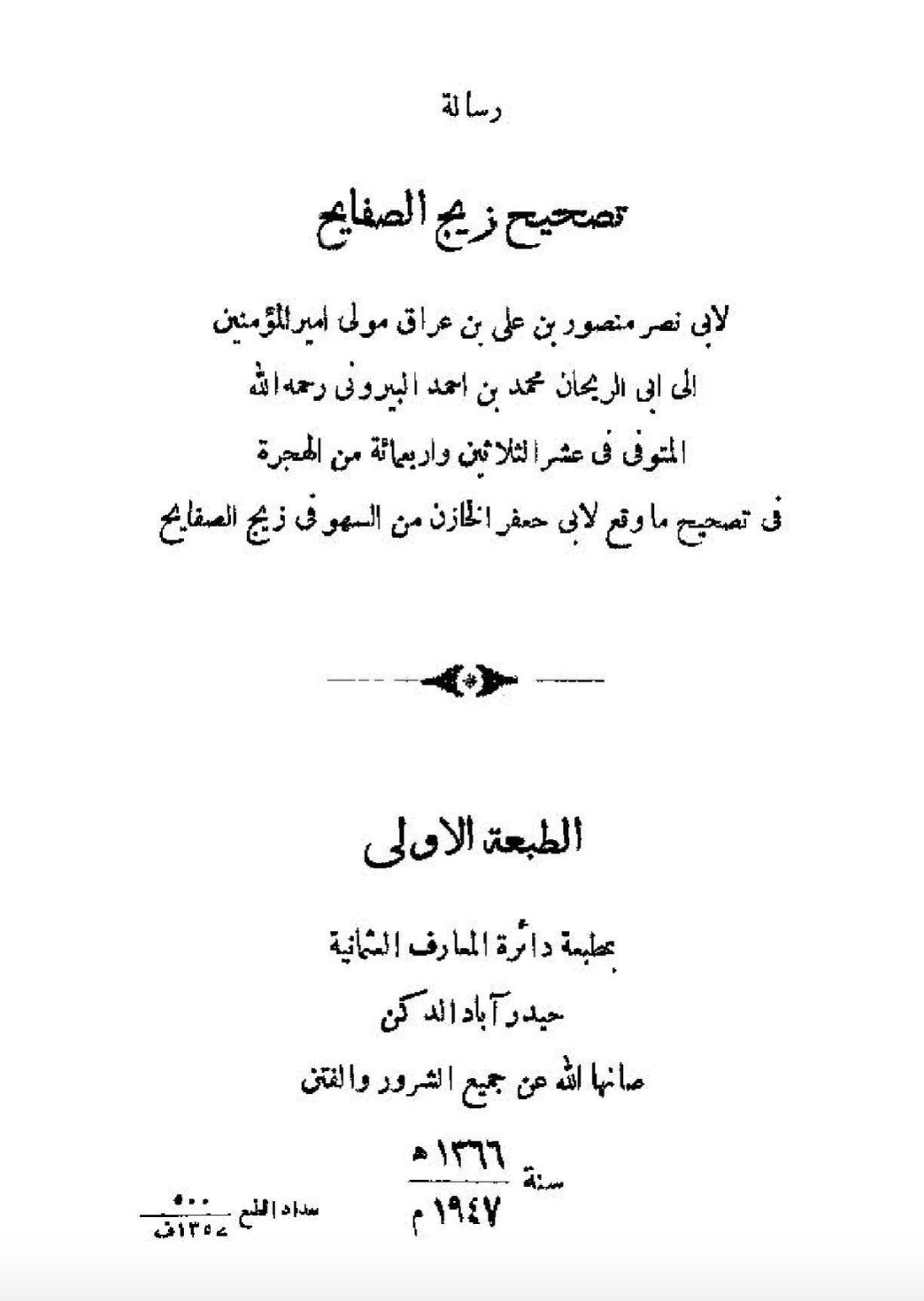
كتاب رسالة تصحيح زيج الصفايح، طبعة دار المعارف العثمانية بحيدر آباد الدكن

ومعظم أعمال أبو نصر تركز على الرياضيات، إلا أن بعض من كتاباته كانت في علم الفلك. في علم الرياضيات له العديد من الكتابات في علم المثلثات، والتي قام بتطويرها من كتابات بطليموس. كما صلح ونقح العديد من النظريات الإغريقية. من آثاره:
- رسالة في إصلاح شكر من كتاب منلاوس في الكريات[بحاجة لمصدر] أو المقالة في إصلاح شكل من كتاب مالاناؤس في الكريات[7]، طبعها كراوس في برلين سنة 1936م.
- المجسطي الشاهي.[7]
- الدوائر التي تحد الساعات الزمانية.[7]
- رسالة تصحيح زيج الصفايح[12] أو تصحيح ما وقع لأبي جعفر الخازن من السهو في زيج الصفايح.[7][12]
- دوائر السموت في الاسطرلاب.[13]
- رسالة في صنعة الأسطرلاب بالطريق الصناعي.[14]
- الرسالة في براهين أعمال جدول التقويم.[7]
- الرسالة في مجازات دوائر السُّمُوت في الأسطرلاب.[7]
- الرسالة المسماة جدول الدقائق.[7]
- الرسالة في البرهان على عمل محمد بن الصباح في امتحان الشمس.[7]
- الرسالة في معرفة القسيّ الفلكية.[7]
- رسالة في جواب مسائل الهندسة.[7]
- رسالة في كشف عوار الباطنية بما موّهوا على عامّتهم في رؤية الأهلّة.[7]
- فصل في كُرَيَّة السماء.[7]

## وفاته
توفي في عام (427هـ - 1036م)، بأفغانستان قرب مدينة تدعى غزنة.[بحاجة لمصدر]

## وصلات خارجية
- أبو نصر ابن عراق